# Cosmos 261

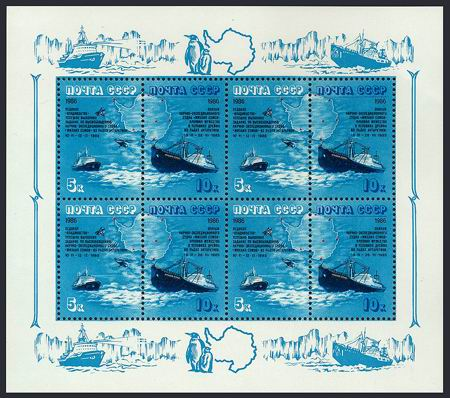
Cosmos 261, satélite científico artificial soviético en un sello del Correo de la Unión Soviética, 1986

Cosmos 261 (en cirílico, Космос 261) fue un satélite artificial científico soviético perteneciente a la clase de satélites DS (el primero de los dos modelos de tipo DS-U2-GK) y lanzado el 19 de diciembre de 1968 mediante un cohete Cosmos-2I desde el cosmódromo de Plesetsk.

## Objetivos
La misión de Cosmos 261 consistió en realizar estudios sobre diversos aspectos de la atmósfera superior de la Tierra (concentración de electrones y protones, cambios en la densidad atmosférica) y sobre las auroras polares. La misión fue el primer esfuerzo internacional conjunto del lado soviético, con la participación de diversos países: aparte de la propia Unión Soviética participaron Bulgaria, Hungría, la República Democrática de Alemania, Polonia, Rumania, Checoslovaquia y Bélgica.

## Características
El satélite tenía una masa de 400 kg (aunque otras fuentes indican 347 kg) y fue inyectado inicialmente en una órbita con un perigeo de 217 km y un apogeo de 670 km, con una inclinación orbital de 71 grados y un periodo de 93 minutos.
Cosmos 261 reentró en la atmósfera el 12 de febrero de 1969.

## Resultados científicos
Cosmos 261 llevó a cabo mediciones de flujos de partículas en la alta atmósfera, correlacionándolos con la actividad solar y con mediciones desde la superficie terrestre. También realizó mediciones de protones aurorales.